# Ancil Elcock
Ancil Elcock (Port of Spain, 17 marzo 1969) è un ex calciatore trinidadiano, di ruolo difensore.

## Carriera

### Club
Ha giocato nel campionato trinidadiano e statunitense.

### Nazionale
Ha esordito in Nazionale nel 1994, giocando 50 incontri sino al 2004.